# Audi-kupa
Az Audi-kupa a Bayern München által két évenként megrendezett kétnapos nyári labdarúgótorna, melyet a Bundesliga kezdete előtt játszanak a müncheni Allianz Arenában. A torna 2009-ben került első alkalommal megrendezésre.

## Története
Az első kupát 2009-ben rendezték és szervezte meg az Audi a márka 100 éves fordulójának alkalmával, amit a házigazda Bayern München nyert meg. A Franz-Beckenbauer-kupával felváltva kerül megrendezésre. A 2011-ben megrendezett kupát a spanyol Barcelona nyerte meg. A kupa történetének első duplázó csapata a Bayern München volt, miután a 2013-as kiírás döntőjében az angol Manchester City csapatát 2-1-re győzték le.

## Szezon
| Szezon | Győztes           | Eredmény    | Döntős            | Harmadik          | Eredmény    | Negyedik       | Helyszín                             |
| ------ | ----------------- | ----------- | ----------------- | ----------------- | ----------- | -------------- | ------------------------------------ |
| 2009   | Bayern München    | 0–0 (7–6 b) | Manchester United | Boca Juniors      | 1–1 (4–3 p) | AC Milan       | Allianz Arena (München, Németország) |
| 2011   | Barcelona         | 2–0         | Bayern München    | Internacional     | 2–2 (2–0 b) | AC Milan       | Allianz Arena (München, Németország) |
| 2013   | Bayern München    | 2–1         | Manchester City   | AC Milan          | 1–0         | São Paulo      | Allianz Arena (München, Németország) |
| 2015   | Bayern München    | 1–0         | Real Madrid       | Tottenham Hotspur | 2–0         | AC Milan       | Allianz Arena (München, Németország) |
| 2017   | Atlético Madrid   | 1–1 (5–4 b) | Liverpool         | Napoli            | 2–0         | Bayern München | Allianz Arena (München, Németország) |
| 2019   | Tottenham Hotspur | 2–2 (3–2 b) | Bayern München    | Real Madrid       | 5–3         | Fenerbahçe     | Allianz Arena (München, Németország) |

## Részvételek
Az Audi-kupa házigazdái a Bayern München, és a Milan ez egyetlen olyan klub amely az összes megrendezésre kerülő kupán részt vett. A Barcelona meghívást kapott 2011-ben és meg is nyerte első részvételük során.
| Csapat            | Győzelem             | Döntő    | Harmadik | Negyedik             |
| ----------------- | -------------------- | -------- | -------- | -------------------- |
| Bayern München    | 3 (2009, 2013, 2015) | 1 (2011) | –        | 1 (2017)             |
| Barcelona         | 1 (2011)             | –        | –        | –                    |
| Atlético Madrid   | 1 (2017)             | –        | –        | –                    |
| Real Madrid       | –                    | 1 (2015) | –        | –                    |
| Manchester United | –                    | 1 (2009) | –        | –                    |
| Manchester City   | –                    | 1 (2013) | –        | –                    |
| Liverpool         | –                    | 1 (2017) | –        | –                    |
| Milan             | –                    | –        | 1 (2013) | 3 (2009, 2011, 2015) |
| Boca Juniors      | –                    | –        | 1 (2009) | –                    |
| Internacional     | –                    | –        | 1 (2011) | –                    |
| Tottenham Hotspur | 1 (2019)             | –        | 1 (2015) | –                    |
| Napoli            | –                    | –        | 1 (2017) | –                    |
| São Paulo         | –                    | –        | –        | 1 (2013)             |
| Fenerbahçe        | –                    | –        | –        | 1 (2019)             |

## Gólszerzők
| # | Játékos             | Klub            | Gólok |
| - | ------------------- | --------------- | ----- |
| 1 | Thomas Müller       | Bayern München  | 3     |
| 1 | Thiago              | Barcelona       | 3     |
| 2 | Robert Lewandowski  | Bayern München  | 2     |
| 2 | Leandro Damião      | Internacional   | 2     |
| 2 | Zlatan Ibrahimović  | Milan           | 2     |
| 2 | Stephan El Shaarawy | Milan           | 2     |
| 2 | Edin Džeko          | Manchester City | 2     |
| 2 | Mario Mandžukić     | Bayern München  | 2     |

## Lásd még
- Franz Beckenbauer-kupa
- 2013-as Uli Hoeneß-kupa

## Külső hivatkozások
- Hivatalos honlap